# José María Maestre
José María Maestre Maestre (La Victoria (Córdoba), 22 de junio de 1956) es un latinista, investigador y catedrático universitario español.

## Biografía
José María Maestre se licenció en Filología clásica en la Universidad de Sevilla en 1978, mismo año en el que ganó por oposición la cátedra de latín en enseñanza secundaria. Tras doctorarse en la universidad hispalense en 1983 con premio extraordinario, se incorporó a la Universidad de Cádiz (UCA) como profesor adjunto de Filología latina al año siguiente, ganó la plaza de titular dos años después (1986) y cinco años más tarde, en 1991, ganó la cátedra en la misma universidad. Tanto en educación secundaría como en enseñanza universitaria (con 22 y 35 años respectivamente), es el profesor que a una edad más joven ha alcanzado la cátedra.
Director del departamento de Filología Clásica de la UCA e investigador de la Biblioteca Nacional de España, es un reconocido especialista en el campo del latín humanístico y renacentista. En su trayectoria profesional ha publicado más de un centenar de artículos en revistas científicas, ha sido director, editor y coautor de distintas obras sobre el mundo clásico y ha dirigido cerca de cuarenta tesis doctorales. Es director de la red Europa Renascens, un proyecto que agrupa desde 2013 a una treintena de universidades internacionales que ponen en común sus recursos en materia de estudios clásicos y que tiene en España la consideración de Red de Excelencia, director científico de la Colección de Textos y Estudios Palmyrenus del Consejo Superior de Investigaciones Científicas (CSIC).y Director del Instituto de Estudios Humanísticos de Alcañiz, Institución que recibiío la medalla de Oro de la ciudad de Lebrija en el año 2023.
Es, además, evaluador de la Agencia Nacional de Evaluación de la Calidad y la Acreditación (ANECA), 'Ambaciatore Onorario del Certamen Ciceronianum Arpinas', miembro de la Academia Latinitati Fovendae en Roma, académico correspondiente de la Real Academia de Ciencias, Bellas Letras y Nobles Artes de Córdoba y presidente de la Sociedad de Estudios Latinos (SELat), entre otras instituciones. Está en posesión del Premio Internacional «Arpino, Città de Cicerone» 2018 concedido por la 'Gara Internazionale di Latino' en la ciudad italiana de Arpino y de varios premios nacionales de las distintas sociedades de estudios clásicos.